# Zero:Attitude
"Zero:Attitude" (cách điệu viết hoa tất cả) là một bài hát của nữ ca sĩ Hàn Quốc Soyou và nhóm nhạc nữ Hàn Quốc–Nhật Bản Iz*One cùng với sự xuất hiện của nam rapper pH-1. Ca khúc được phát hành vào ngày 15 tháng 2 năm 2021 thông qua Starship Entertainment như là một phần của chiến dịch âm nhạc đang diễn ra của Pepsi kết hợp với hãng đĩa và để quảng bá cho Pepsi Zero Sugar Lime, sản phẩm vừa được phát hành tại thị trường Hàn Quốc vào đầu năm.

## Sáng tác
Bài hát là một bản nhạc dung hòa kết hợp nhịp điệu EDM với ảnh hưởng của hip-hop và funk. Bài hát được sáng tác ở cung Si thứ và có nhịp độ 120 nhịp mỗi phút và dài 3 phút. Chỉ có các thành viên Jang Won-young, Jo Yu-ri, Kim Min-ju, Miyawaki Sakura và Kwon Eun-bi tham gia vào quá trình thu âm nhưng cả nhóm được ghi vào phần credit chính thức của bài hát.

## Video âm nhạc
Video âm nhạc được phát hành cùng với bài hát với các thành viên Iz*One hát cạnh một chiếc xe tải giao hàng Pepsi. Soyou và Kwon Eun-bi đang khiêu vũ và pH-1 xuất hiện trong video với trang phục màu trắng.

## Bảng xếp hạng
| Bảng xếp hạng   | Thứ hạng cao nhất |
| --------------- | ----------------- |
| Hàn Quốc (Gaon) | 119               |

## Lịch sử phát hành
| Khu vực    | Ngày                     | Định dạng                      | Hãng đĩa               |
| ---------- | ------------------------ | ------------------------------ | ---------------------- |
| Đa khu vực | Ngày 15 tháng 2 năm 2021 | Tải nhạc kỹ thuật số streaming | Starship Entertainment |